# Zbožnice
Zbožnice je malá vesnice, část obce Václavice v okrese Benešov. Nachází se asi 2 km na východ od Václavic. V roce 2009 zde bylo evidováno 24 adres. Zbožnice leží v katastrálním území Václavice u Benešova o výměře 8,26 km².Dnes zde žije 86 obyvatel. vposledních letech se rozšířila směrem k vesnici žabovřesky.

## Historie
První písemná zmínka o vesnici pochází z roku 1342.
Za druhé světové války se ves stala součástí vojenského cvičiště Zbraní SS Benešov a její obyvatelé se museli 1. dubna 1943 vystěhovat.